# Teatro de Arte de Moscú

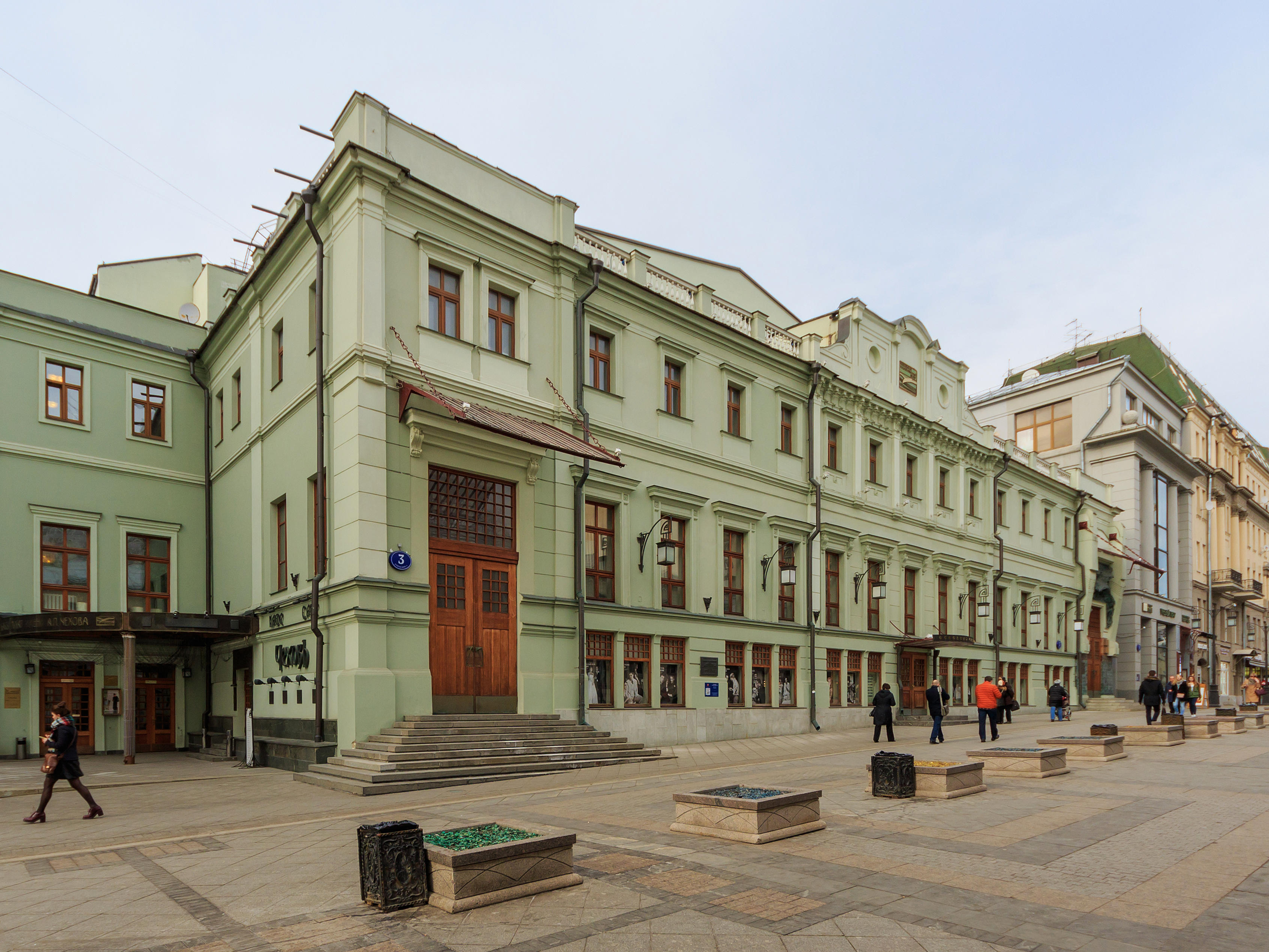
Teatro de Arte de Moscú, calle Kamerguerski, exterior de Fiódor Schéchtel.

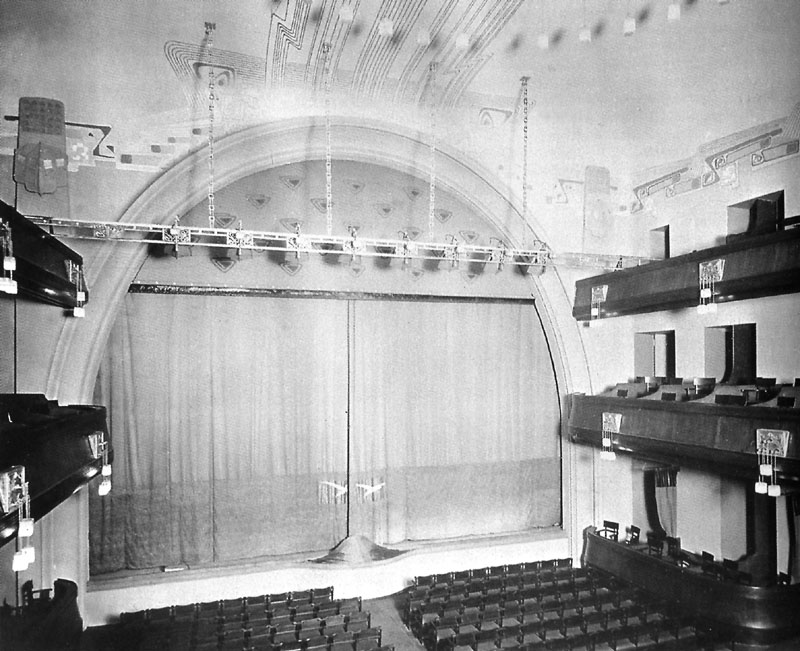
Interior del antiguo Teatro de Arte de Moscú

El Teatro de Arte de Moscú (en ruso: Московский Художественный Академический Театр, MXAT) (Transliteración: Moskovski Judózhestvenny Akademícheski Teatr, MJAT) es una compañía de teatro de Moscú que el creador teatral ruso Konstantín Stanislavski, juntamente con el dramaturgo y director Vladímir Nemiróvich-Dánchenko, fundó en 1897. Fue concebido como un local para el teatro modernista, en contraste con los melodramas que dominaban el teatro ruso de la época. El teatro pronto sería famoso al representarse las cuatro principales obras de Antón Chéjov, empezando por su producción de "La gaviota" en 1898. Esta producción fue tan exitosa que el teatro adoptó la gaviota como emblema. El teatro también escenificó la obra dramática de Máximo Gorki, aunque en 1904, después de varias discusiones con Nemiróvich-Dánchenko, este finalizó su relación con la organización. El teatro continuó prosperando después de la Revolución rusa de 1917, siendo uno de los teatros más apoyados por el estado de la Unión Soviética, con un repertorio de dramaturgos rusos y occidentales.
Mijaíl Bulgákov escribió varias obras para el MJAT y lo satirizó despiadadamente en su novela La novela teatral. La obra de Isaak Bábel, Puesta de Sol, adaptacíón de sus Cuentos de Odesa, fue también escenificada en la década de 1920. Un significativo número de actores del Teatro de Arte de Moscú fueron galardonados con el premio Artista del pueblo de la URSS. Muchos actores fueron reconocidos nacionalmente debido a sus papeles en el cine.
En 1987, el teatro se dividió en dos: el Teatro de Arte de Moscú Chéjov (con el director artístico Oleg Yefrémov) y el Teatro de Arte de Moscú Gorki (con la directora artística Tatiana Dorónina). Entre 2000 y 2018, Oleg Tabakov desempeñaba las funciones de director del Teatro de Arte de Moscú Chéjov el cual está ubicado en el edificio original de la calle Kamerguérski, cerca de la calle Tverskaya, a poca distancia de la Plaza Roja.